# Earl Clark (Basketballspieler)
Earl Rashad Clark (* 17. Januar 1988 in Plainfield, New Jersey) ist ein US-amerikanischer Basketballspieler.

## Karriere
Nach zwei Jahren an University of Louisville, wurde Clark im NBA-Draft 2009 an 14. Stelle von den Phoenix Suns ausgewählt. Bei den Suns stand er bis Dezember 2010 unter Vertrag, ehe er gemeinsam mit Jason Richardson und Hedo Türkoğlu für Vince Carter, Mickaël Piétrus und Marcin Gortat zu den Orlando Magic transferiert wurde.
Während des Lockouts unterschrieb Clark bei den Zhejiang Lions in China, absolvierte jedoch kein Spiel. Am 10. August 2013 wurde Clark als Teil eines großen Trade, der vier Teams und 11 Spieler umfasste, unter anderem Dwight Howard und Andre Iguodala, zu den Los Angeles Lakers transferiert.
Clark stand bei den Lakers öfters als Ersatz für den verletzten Pau Gasol in der Startaufstellung und überzeugte mit guten Leistungen. Er erzielte dabei mit 7,3 Punkten und 5,5 Rebounds pro Spiel persönliche Karrierebestwerte.
Am 12. Juli 2013 unterschrieb Clark bei den Cleveland Cavaliers. Für die Cavs spielte Clark jedoch nur bis Februar 2014, bevor er kurz vor Ende der Transferfrist zu den Philadelphia 76ers getradet wurde. Im Gegenzug wechselte Spencer Hawes nach Cleveland. Er wurde kurz darauf von den Sixers entlassen und unterschrieb wenige Tage später einen 10-Tages-Vertrag bei den New York Knicks.
Zur Saison 2014/2015 unterschrieb Clark bei den Memphis Grizzlies, wurde jedoch kurze Zeit später wieder abgestoßen (waived). Clark wechselte daraufhin nach China zu den Shandong Lions.
Im März 2015 wechselte Earl Clark zurück in die NBA und unterschrieb einen 2-Jahres-Vertrag mit Teamoption bei den Brooklyn Nets, der allerdings im Sommer 2015 schon wieder aufgelöst wurde.